# Pietling
Pietling ist ein Gemeindeteil von Fridolfing im oberbayerischen Landkreis Traunstein. Von den Anwohnern wird es oft als Biadling ausgesprochen. 

## Geschichte

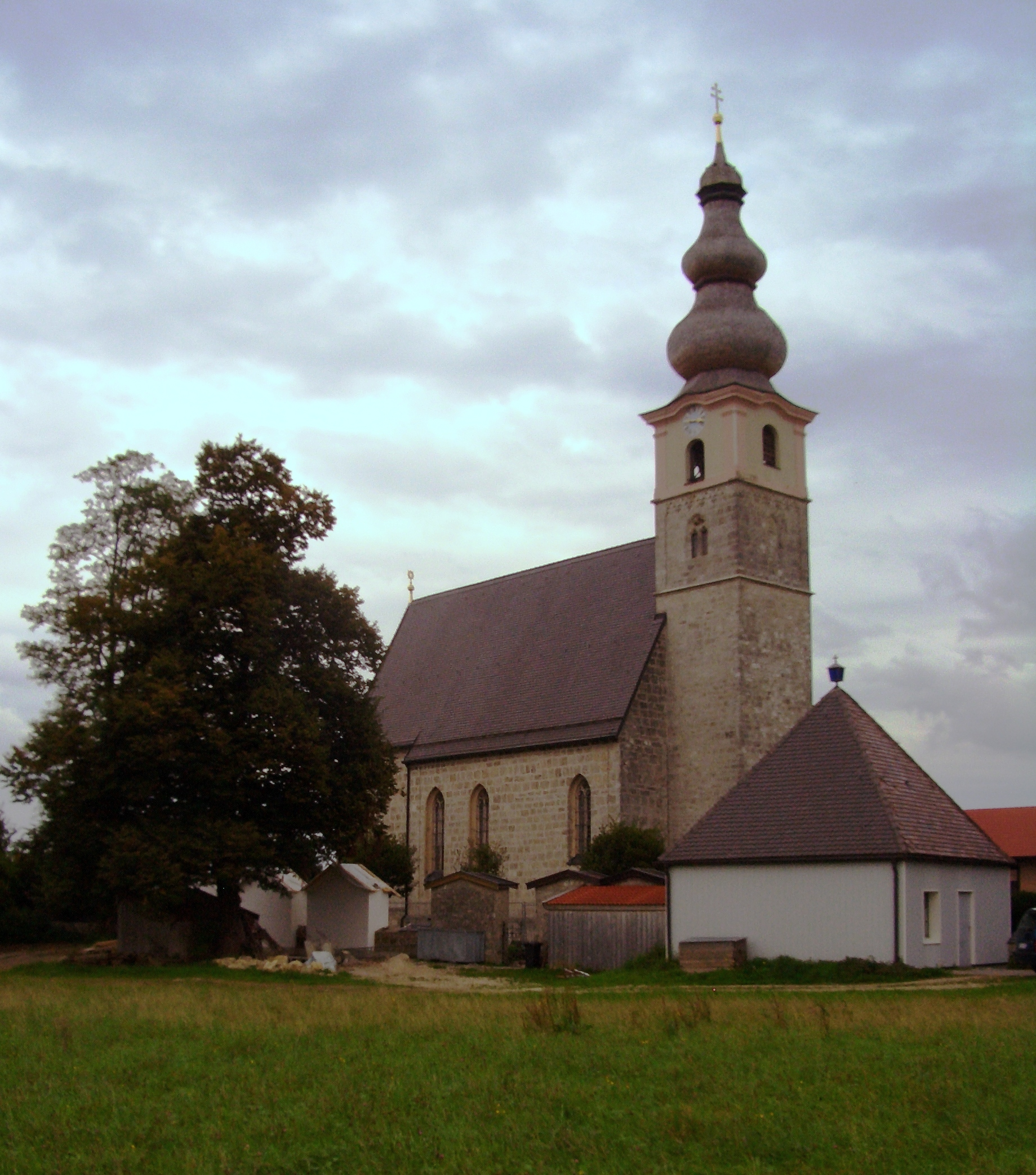
St. Martin in Pietling

Das Kirchdorf wurde als „Putelingen“ im späten 8. Jahrhundert in den Breves Notitiae des Erzbistums Salzburg erstmals genannt. Der Ort entwickelte sich mit zwei Siedlungszentren: einem kleineren Teil oberhalb der Hangkante mit der dominierenden Kirche St. Martin und einem größeren Teil am westlichen Rand des Salzachtals.
Hier verlief eine wichtige Fernstraße, die von Salzburg aus Richtung Norden führte.

## Baudenkmäler
- Katholische Filialkirche St. Martin